# 上原 (市原市)
上原（うえはら）は、千葉県市原市の南総地区にある大字。郵便番号は290-0222。

## 概要
市原市中南部の南総地区にある。養老川沿いの水田地帯で、集落も見られる。

## 地理
養老川が流れている。南は妙香及び佐是、それ以外は馬立と接している。

## 世帯数と人口
2022年4月1日現在の世帯数と人口は以下の通りである。
| 町丁字 | 世帯数 | 人口  |
| ------ | ------ | ----- |
| 上原   | 61世帯 | 131人 |

## 通学区域
市立小学校・市立中学校及び県立高等学校の通学区域は以下の通りである。
| 町丁字 | 番地 | 小学校             | 中学校             | 高等学校 |
| ------ | ---- | ------------------ | ------------------ | -------- |
| 上原   | 全域 | 市原市立戸田小学校 | 市原市立双葉中学校 | 第9学区  |

## 交通

### 道路
1. 国道
2. 県道
3. 主な市道